# WikiLeaks
WikiLeaks (/wɪkiˈliːks/) est une organisation non gouvernementale sans but lucratif fondée par Julian Assange en 2006, qui publie des documents classifiés, les leaks (« fuites »), provenant de sources anonymes. WikiLeaks n'est pas affiliée à Wikipédia ou à la Wikimedia Foundation. 
Sa raison d'être est de donner une audience aux lanceurs d'alerte et aux fuites d'information, tout en protégeant leurs sources. Plusieurs millions de documents relatifs à des scandales de corruption, d'espionnage et de violations de droits de l'homme concernant des dizaines de pays à travers le monde ont été publiés sur le site depuis sa création.
Son fondateur, Julian Assange est au cœur d'une affaire politico-judiciaire et médiatique depuis 2010, vivant dans la crainte de persécutions des États-Unis, et d’être extradé vers le camp de Guantánamo, à la suite de la publication massive de câbles diplomatiques américains sur la guerre en Irak et en Afghanistan — avec notamment la vidéo Collateral murder — et il s’évertue pour cela à échapper à toutes les mesures de coercition de la justice — il se réfugie notamment pendant 7 ans à l'ambassade d'Équateur à Londres — qui pourrait l’amener à un jugement partial par les américains.
En novembre 2010, le site affirme : « les principes généraux sur lesquels notre travail s'appuie sont la protection de la liberté d'expression et de sa diffusion par les médias, l'amélioration de notre histoire commune et le droit de chaque personne de créer l'histoire. Nous dérivons ces principes de la Déclaration universelle des droits de l'homme. En particulier, l'article 19 inspire le travail de nos journalistes et autres volontaires,. »
Les publications de WikiLeaks ont fait l'objet de milliers d'articles à travers le monde, déclenchant de violentes polémiques et des tentatives d'intimidation au plus haut niveau. Le site a dû en conséquence faire face à des problèmes techniques et financiers qui ont menacé son existence même,. Cependant, son action trouve de nombreux défenseurs, de Noam Chomsky à Lady Gaga en passant par Éric Cantona.
À partir de juillet 2010, les révélations de WikiLeaks ont commencé à être relayées par de grands quotidiens nationaux, comme le New York Times, The Guardian, Le Monde, El País et Der Spiegel, souvent en Une. Par la suite, d'autres médias ont eu accès aux informations que publiait en exclusivité l'organisation, dans le cadre notamment du Cablegate : Aftenposten en Norvège, 20 Minutes en France, Die Welt en Allemagne, Svenska Dagbladet en Suède, Politiken au Danemark et De Standaard en Belgique. Le filtrage des révélations par des médias, permettant de leur conférer un style journalistique plus facile à appréhender et d'occulter d'éventuelles mentions dangereuses pour des particuliers, est depuis devenu l'une des principales méthodes de publication de l'organisation.
WikiLeaks suspend officiellement ses activités éditoriales le 24 octobre 2011 pour mobiliser toutes ses ressources contre un blocus financier orchestré à son encontre depuis décembre 2010 par VISA, Mastercard, Bank of America, PayPal et Western Union. Ce blocus, selon le fondateur de WikiLeaks, a détruit 95 % de ses revenus. L'organisation trouve une parade en acceptant désormais les cryptomonnaies : Bitcoin ou d'autres monnaies électroniques tels Monero ou Zcash (en) qui sont anonymes et intraçables.
En juillet puis octobre 2012, WikiLeaks reprend la diffusion d'informations sensibles concernant respectivement la Syrie (« Syria Files ») et les politiques de détention des États-Unis (« Detainee Policies »),. L'organisation a depuis révélé plusieurs millions de documents, dont 500 000 provenant du seul ministère des Affaires étrangères saoudien.
À partir du 8 août 2012, WikiLeaks subit une attaque par déni de service qui empêche les internautes de se connecter au site et également à celui du Fonds de Défense de la Neutralité du Net (FDN2), plateforme française, permettant de réaliser des dons au profit de diverses associations dont WikiLeaks. Le site est à nouveau accessible dès le 14 août. Une plainte est déposée par la FDN2.
En juillet 2013, l'organisation aide Edward Snowden à sortir de Hong Kong et à obtenir l'asile politique en Russie.
En 2015, l'organisation révèle que de nombreux membres de l'élite française, y compris trois présidents de la République, ont été espionnés par la NSA.
Lors des semaines précédant l'élection présidentielle américaine de 2016, WikiLeaks révèle quotidiennement des e-mails piratés de la direction du Parti démocrate, faisant, selon de nombreux médias, ouvertement campagne pour Donald Trump,,,,. WikiLeaks est également accusé par la CIA d'avoir favorisé l'élection de Trump avec l'aide de la Russie.
Julian Assange est incarcéré à la prison de haute sécurité de Belmarsh au Royaume-Uni depuis le 11 avril 2019, jour de son arrestation à l'ambassade d'Équateur. La justice britannique le détient dans des conditions psychologiquement difficiles. Le 20 avril 2022, la justice britannique autorise formellement son extradition vers les États-Unis (décision dont il peut encore faire appel), où il encourt jusqu’à 175 ans de prison pour « espionnage » dans le cadre de ses activités avec WikiLeaks.

## Historique

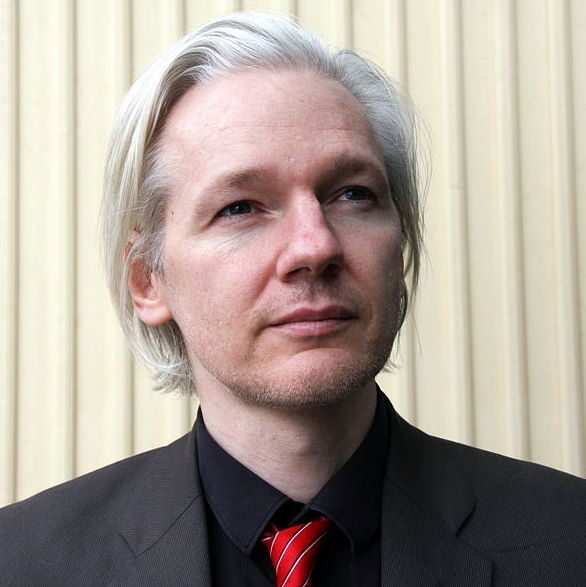
Julian Assange, principal porte-parole de WikiLeaks depuis 2007.

Dès le 4 octobre 2006, le nom de domaine wikileaks.org avait été enregistré par John Young, cofondateur de WikiLeaks et fondateur de cryptome.org, autre site qui dévoile également des documents confidentiels. Le site web WikiLeaks a été créé en décembre 2006 par quelques personnes engagées,, desquelles émerge ensuite un informel et évolutif comité consultatif, de neuf personnes. Dès 2007, plus de 1,1 million de documents auraient été ajoutés à la base de données de WikiLeaks grâce à une communauté d'internautes, composée de dissidents chinois, iraniens, des mathématiciens et des technologues d'entreprises Internet des États-Unis, de Taïwan, d’Europe, d’Australie et d’Afrique du Sud, ainsi que de nombreux anonymes.
Les créateurs de WikiLeaks n'ont pas été formellement identifiés. Le site a été principalement représenté depuis 2007 par Julian Assange. Assange se décrit comme un des membres du comité consultatif, comprenant : lui-même, Phillip Adams, Wang Dan, C. J. Hinke, Ben Laurie, Tashi Namgyal Khamsitsang, Xiao Qiang, Chico Whitaker et Wang Youcai. Cependant, Khamsitsang et d'autres personnes citées par Assange réfutent ou minimisent leur participation à ce comité consultatif. À partir de 2010, ce conseil consultatif n'est plus mis en avant sur le site officiel de WikiLeaks.
Dans son livre This Machine Kills Secrets (Cette machine tue des secrets), Andy Greenberg indique que Julian Assange a développé WikiLeaks sur le modèle de Nicolas Bourbaki, un pseudonyme collectif utilisé par un groupe de mathématiciens français à partir des années 1930.
WikiLeaks est géré depuis octobre 2010 sous couvert d'une société de droit islandais Sunshine Press Production. Des journalistes ont comparé cette entreprise avec celle de Daniel Ellsberg, qui divulgua en 1971 les Pentagon Papers.
Malgré les apparences induites par son nom, WikiLeaks n'est plus un wiki. De plus, WikiLeaks n'a pas de rapport éditorial ou organisationnel avec la Wikimedia Foundation et ses projets collaboratifs dont notamment Wikipédia.
En mai 2012, WikiLeaks lance la plateforme de réseau social FoWL (Friends of WikiLeaks). Avec la création du parti WikiLeaks, FoWL a été fermé en 2013. Toutefois, plusieurs groupes sont toujours actifs sur Twitter et sur le Web en 2017.

## Philosophie et fonctionnement

### Finalité et objectif
Le site divulgue, de manière anonyme, non identifiable et sécurisée, des documents témoignant d'une réalité sociale et politique, voire militaire, qui serait cachée, afin d'assurer une transparence planétaire. Les documents sont ainsi soumis pour analyse, commentaires et enrichissements « à l’examen d’une communauté planétaire d’éditeurs, relecteurs et correcteurs wiki bien informés ».
Selon Julian Assange, l'objectif à long terme est que WikiLeaks devienne « l'organe de renseignements le plus puissant au monde ».
Toutefois, Mike Pompeo, responsable de la Central Intelligence Agency, déclare en 2017 : « il est temps de dire ce que WikiLeaks est réellement : un service de renseignement non étatique hostile, souvent soutenu par des acteurs étatiques comme la Russie. »

### Fonctionnement
Malgré son nom, le site WikiLeaks ne fonctionne plus comme un wiki. À la fois ouvert et sécurisé, les lecteurs ne possédant pas les autorisations appropriées ne pouvaient pas modifier le contenu de WikiLeaks.
La sécurité du site est renforcée par l'emploi de technologies cryptographiques de pointe. À cette fin, des processus mathématiques et de chiffrement extrêmement sophistiqués doivent assurer le caractère privé, l’anonymat et l’impossibilité d’identification. Techniquement, WikiLeaks associe des versions remaniées de Freenet, de Tor ou de PGP à des logiciels de conception maison. WikiLeaks pense notamment ainsi être « étanche aux attaques politiques et légales » et, en ce sens, « impossible à censurer ».
Les contributeurs peuvent se connecter en mode normal ou en mode sécurisé. À la suite de la publication des révélations de télégrammes de la diplomatie américaine en novembre 2010, le système de boîte aux lettres destinée à recevoir les fuites bénévoles a été provisoirement suspendu, en vue d'en renforcer encore la sécurisation de l'anonymat pour les sources.
Les informations peuvent être soit diffusées directement par WikiLeaks, soit transmises de façon chiffrée à des médias qui en font une analyse journalistique permettant de les diffuser au grand public sous une forme plus accessible.

### Membres
Au-delà de Julian Assange, un certain nombre d'individus ont été reliés à WikiLeaks, notamment Sarah Harrison, Heather Marsh et Jacob Appelbaum.

### Analyse
Ce sont des conditions matérielles particulières de l’organisation et de la circulation de l’information qui ont permis l’émergence de WikiLeaks.
En effet, une certaine articulation entre technès (révolution technique) et logos (discursivité politique) était nécessaire pour fonder WikiLeaks. De fait, son fondateur, Julian Assange, maîtrisait les techniques cryptographiques nécessaires à la protection de ses sources.
La conception de WikiLeaks s’appuie sur plusieurs présupposés théoriques. Selon Assange, la conspiration est un réseau d’individus contrôlant la circulation de l’information à l’intérieur dudit réseau. Détourner l’information du réseau permet d’affaiblir la conspiration. C’est donc à partir de cette conception de la circulation de l’information, qu'Assange réussit à opérer des changements sociaux. Étant que « à l’heure du web participatif, le citoyen est capable de s’élever à des enjeux politiques importants, ce qui permet de relativiser l’idée de compétence », le rôle des médias traditionnels dans le cas de WikiLeaks s’en trouve réduit.
WikiLeaks démocratise l'accès à certaines informations et élimine les obstacles de leur circulation. Ainsi, la plateforme favorise la force citoyenne vis-à-vis les états, afin de résister à l’oppression et la corruption.
WikiLeaks s’inscrit dans une idéologie américaine, plus précisément avec le Premier amendement de la Constitution qui garantit la liberté d’expression. Le but d’Assange est, grâce à WikiLeaks, d’améliorer le capitalisme en le rendant plus éthique.

## Publication des fuites et affaires médiatisées

### Années 2000
En décembre 2006, le cheikh Hassan Dahir Aweys aurait ordonné de faire assassiner des membres du gouvernement somalien par des hommes de main. Lorsque cette information fut diffusée, WikiLeaks précisa que cela pouvait être une désinformation de la part des États-Unis.
En août 2007, lors d'une élection au Kenya, le candidat soutenu par l’ex-président Daniel Arap Moi, donné comme favori, a finalement perdu avec une différence de 10 % à la suite d'une fuite publiée par WikiLeaks dénonçant des détournements de fonds,. Cette affaire a valu à Julian Assange le prix Amnesty International (New Media) en 2009.
En janvier 2008, WikiLeaks a publié des documents de la banque suisse Julius Bär, notamment les relevés bancaires d’environ 1 600 clients qui avaient un compte dans une filiale aux Îles Caïmans.
En mai 2008, des documents de travail relatifs à la rédaction de l'Accord commercial anti-contrefaçon sont publiés par WikiLeaks, y braquant l'opinion publique.
Le 17 avril 2009, WikiLeaks a dévoilé l'intégralité du procès de l'affaire Marc Dutroux, le pédophile belge, en particulier le résumé de ses auditions. Il s'agit des 1 235 pages de synthèse de l'enquête destinées au juge d'instruction, dossier toujours couvert par le secret d'instruction. L'origine de la fuite serait le journaliste luxembourgeois Jean Nicolas, qui a couvert l'affaire et qui avait comme beaucoup de ses confrères accès à l'ensemble des documents.
Le 22 juillet 2009, peu de temps avant l'effondrement du système bancaire, WikiLeaks a dévoilé des prêts de sommes anormalement élevées et des effacements de dettes, accordés par la banque Kaupthing au profit de particuliers privilégiés. Ces derniers ont été poursuivis et la législation nationale a évolué, visant à faire de l’Islande un « refuge » pour la liberté d’expression.
Le 21 novembre 2009, WikiLeaks a dévoilé des fichiers contenant des courriers électroniques et des programmes provenant du Climatic Research Unit, utilisés par la suite pour accuser les climatologues concernés par les emails de manipulation et de destruction de données qui auraient pu discréditer la thèse du réchauffement climatique anthropique dans son ensemble (voir Incident des e-mails du Climatic Research Unit) bien que des enquêtes indépendantes ultérieures aient clairement démenti ces accusations,.

### Années 2010
Le 5 avril 2010, WikiLeaks publie une vidéo de l'armée américaine montrant un groupe d'hommes, dont deux photographes de Reuters, tués par un hélicoptère Apache lors du raid aérien du 12 juillet 2007 à Bagdad,. Cette publication marque le début de la célébrité mondiale du site Internet, jusqu'alors moins connu du grand public que ses propres fuites.
Le 25 juillet 2010, en collaboration avec The Guardian, The New York Times et Der Spiegel, WikiLeaks rend publics les War Logs, 91 000 documents militaires américains secrets sur la guerre en Afghanistan. Le porte-parole du site a affirmé que certains des documents pourraient permettre de prouver d'éventuels crimes de guerre. Ces documents sont présentés comme témoignant notamment du double jeu qu'aurait joué le Pakistan, ainsi que des efforts pour dissimuler le nombre de victimes civiles,. En 2011, le journal pakistanais Dawn accorde une large place aux documents publiés par WikiLeaks à propos du Pakistan et des relations avec les États-Unis.
Le 23 octobre 2010, après avoir donné une avant-première aux journaux Le Monde, The Guardian, The New York Times et Der Spiegel, aux télévisions Al Jazeera, SVT, Channel 4 et aux sites Bureau of Investigative Journalism, Iraq Body Count et OWNI, WikiLeaks a mis en ligne 391 832 documents secrets sur la guerre en Irak, portant sur une période du 1er janvier 2004 au 31 décembre 2009, et révélant, notamment, que la guerre avait fait environ 110 000 morts pour cette période, dont 66 000 civils, et indiquant que les troupes américaines auraient livré plusieurs milliers d'Irakiens à des centres de détention pratiquant la torture,.
Le 28 novembre 2010, WikiLeaks commence la révélation de télégrammes de la diplomatie américaine. Par cette opération, baptisée « Cablegate » par les médias anglo-saxons, plus de 250 000 documents sont révélés. Leurs publications sont relayées par cinq grands journaux partenaires du site, dont Le Monde. Selon le New York Times, ces notes « offrent un panorama inédit des négociations d'arrière-salle telles que les pratiquent les ambassades à travers le monde »,,. Toutefois, de nombreux acteurs (gouvernements, institutions internationales) condamnent cet acte, notamment parce que « le fait d’ignorer les informations que contiennent les documents divulgués est dangereux », et que cela va « grandir le secret diplomatique ». Julian Assange est interrogé sur The Guardian et revient sur les événements.
Rudolf Elmer, un ancien banquier suisse qui est pendant huit ans le responsable de la banque helvétique Julius Bär aux Îles Caïmans, l'un des paradis fiscal des Caraïbes, livre à WikiLeaks, le 17 janvier 2011 des informations sur deux mille comptes en banques domiciliés dans des paradis fiscaux et appartenant à des riches personnalités, des entreprises et des personnages politiques,. Cette révélation fait suite à une précédente affaire concernant la même banque en janvier 2008 (cf. supra).
À la suite des accidents nucléaires de Fukushima, dus au séisme de la côte Pacifique du Tōhoku en 2011 au Japon, un câblogramme diplomatique américain, auquel le quotidien britannique The Daily Telegraph a eu accès, révèle qu’un expert de l’Agence internationale de l'énergie atomique (AIEA) s’était inquiété de ce que les réacteurs japonais n’étaient conçus que pour résister à des séismes d’une magnitude de degré 7. Selon ce même document, le responsable de l’AIEA avait indiqué lors d’une réunion du « Groupe sur la sûreté et la sécurité nucléaires » du G8 à Tokyo en 2008, que les critères de sécurité du Japon étaient obsolètes,. Un autre câble de 2006 indique que le gouvernement japonais s’est opposé à l’ordre d’un tribunal de fermer une centrale dans l’ouest en raison de doutes sur sa résistance à un séisme. L’Agence de sécurité nucléaire et industrielle du Japon avait estimé que le réacteur était « sûr » et que « toutes les analyses sur sa sécurité avaient été effectuées de façon appropriée ».
Le 25 avril 2011, WikiLeaks publie les dossiers détaillés de 779 détenus du camp de Guantánamo. Ils contiennent de nombreux détails inédits, révélant entre autres le contenu d'interrogatoires, des photos, des rapports médicaux et des mémos. Selon les informations publiées, plus de 150 innocents d'origine afghane et pakistanaise ont été détenus des années sans être accusés. Le public y apprend également l'âge du plus jeune détenu, 14 ans, et celui du plus âgé, 89 ans.
Le 5 juillet 2012 puis le 24 octobre 2012, WikiLeaks reprend la diffusion d'informations sensibles concernant respectivement la Syrie (« Syria Files » et les politiques de détention des États-Unis (« Detainee Policies »).
Le 8 avril 2013, WikiLeaks annonce la publication des « Kissinger cables », soit un ensemble de 1,3 million de câbles diplomatiques, 320 000 documents classés secret défense et 205 901 documents (correspondances, notes, etc.) liés à Henry Kissinger.
Le 23 juin 2015, WikiLeaks annonce que trois présidents français, Jacques Chirac, Nicolas Sarkozy et François Hollande ont été écoutés par la NSA. À la suite de ces écoutes, la classe politique française est scandalisée alors qu'il a eu, ce jour ci, le vote de la loi sur le renseignement. À la suite de ces annonces, Julian Assange prévient que ce n'est que le début d'une longue série et que la classe politique française a été visée, notamment, pour des raisons économiques. WikiLeaks diffuse le 29 juin 2015 à 20 h 00 par le biais de Mediapart et de Libération de nouveaux documents sur l'espionnage d'entreprise du CAC40 par la NSA.
Fin juillet 2015, WikiLeaks dévoile que les États-Unis ont espionné de hauts responsables du gouvernement et d'entreprises japonais telles que Mitsubishi, ainsi que le gouverneur de la banque centrale Haruhiko Kuroda, depuis au moins septembre 2006.
Le 7 octobre 2016, WikiLeaks publie les courriels de John Podesta, ancien directeur de campagne d'Hillary Clinton,. À cause de ses mails publiés sur le net, John Podesta est touché par le Pizzagate, une théorie conspirationniste arguant de la possible existence d'un réseau de pédophilie autour d'Hillary Clinton.
En 2017, WikiLeaks publie les MacronLeaks.
En 2017, WikiLeaks publie Vault 7 qui détaille des activités de la Central Intelligence Agency (CIA) dans le domaine de la surveillance électronique et de la cyber-guerre.
En 2019, le Working group on Syria, propaganda and media, un groupe pro-Assad, publie des documents de travail internes à l'Organisation pour l'interdiction des armes chimiques (OIAC) fuités par Wikileaks concernant l'attaque chimique de Douma. Ces fuites sont partielles et semblent orientées : différentes enquêtes incluant le CIJA, la BBC, Bellingcat ou le Times démontrent que l'origine de la fuite a des liens avec plusieurs ambassades russes, avec Wikileaks, avec Vanessa Beeley, une propagandiste pro-Assad et avec les médias russes d’État, qui ont collaboré pour attaquer le travail de l'OIAC et tenter de discréditer le sérieux de l'organisation, ainsi que celui de journalistes indépendants, ce qui a eu pour effet d'amplifier la propagande de guerre du Kremlin et du régime Assad, et de nier les droits des Syriens à la justice, selon le responsable d'Amnesty International,,,,.

## Statut juridique

### Structure légale
La première structure juridique connue liée à Wikileaks est en 2010 la Sunshine Press Productions basée en Islande,,,.
Wikileaks a été protégé par un consortium de médias ayant accès à des conseillers juridiques compétents.
« WikiLeaks n'est pas une organisation, c'est une initiative sans organisation, avec, depuis ses débuts, un nombre inconnu de membres et pas de dirigeants définis », selon John Young.
D'après certains médias, une partie des structures de WikiLeaks est hébergée en France.

### Espace International
D’après le sociologue allemand Jürgen Habermas, il existerait, dans le monde international et politique, ce qu’on appelle une “sphère publique” ou “espace public”. Il s’agit donc de créer un environnement propice à la diffusion d’information dans l’espace physique ainsi que dans l’espace virtuel. Dans le cas de WikiLeaks, il s’agit d’un espace virtuel qui transcende les frontières et devient alors très difficile à cerner en ce qui attrait au statut judiciaire de ce site d’informations. Diffusant de l’information à travers les quatre coins du globe, il devient complexe pour des pays, tel que les États-Unis, d’accuser légitimement WikiLeaks de diffusion illégale de documents alors qu’ils n’ont pas été diffusés sur le territoire américain. L’ère digitale remet alors en question ce principe de frontière et pose la question de savoir selon quelle juridiction les actes de WikiLeaks peuvent être jugés ?
WikiLeaks prône, à l’international, ce qu’on appelle le principe de transparence, selon le concept de sphère publique, mentionné précédemment. Ce principe consiste à vouloir rendre disponible des documents officiels à la communauté publique. Dans le cas de ce site défini comme ”Whistle Blower”, il s’agit de rendre accessibles des documents officiels à l'entièreté de la communauté internationale, puisque les garder secrets nuit considérablement à ce concept si essentiel au journalisme politique et à la communication politique. Il s’agit de la “transparence radicale”. Alors que les institutions des pays de la communauté internationale sont obligées, pour la plupart, d’adhérer à ce dit principe, certains y font défaut et procèdent à une sélection d’information qu’on appelle “gatekeeping”, au moyen des grandes entreprises numériques d’aujourd’hui (Google, Bing, etc…). Cela porte atteinte directement à l’accessibilité de l’espace public à l’ère numérique et WikiLeaks tente d’empêcher ce phénomène global en exposant de l’information non diffusée.
Le statut judiciaire de WikiLeaks est complexe. Son responsable — Julian Assange — considère WikiLeaks comme un intermédiaire pour la presse. Plutôt que de révéler directement des informations à la presse, et de s'exposer à être une source rétribuée, les informateurs peuvent ne pas informer la presse mais WikiLeaks, qui fournit alors l'information à la presse. Les serveurs informatiques web sont localisés dans des pays européens et sont accessibles depuis des connexions internet non censurées. Le quartier général du groupe se trouve en Suède, pays qui dispose de lois particulières relatives à la protection de la confidentialité des relations entre les journalistes et leurs sources,. WikiLeaks a déclaré ne solliciter aucune information, cependant, son président, Assange, dans un discours en Malaisie a demandé à tous une aide pour obtenir des documents relatifs à une liste de "Most Wanted Leaks of 2009".
En raison des menaces que divers États peuvent subir par les divulgations de documents confidentiels, le spécialiste des lois Ben Saul (en) considère que Julien Assange est la cible d'enquêtes de portée mondiale visant à le diaboliser en tant que criminel et terroriste, sans preuve et sans base légale. Le Center for Constitutional Rights (en) a émis une déclaration alarmante sur de multiples exemples d’irrégularités dans les procédures d'arrestation.

### Investigations judiciaires des États-Unis
Le département de justice des EU a commencé une enquête judiciaire sur WikiLeaks et sur Julian Assange peu de temps après la divulgation de communications diplomatiques confidentielles,. L’Attorney General, Eric Holder, a affirmé que l'investigation était active et en cours. The Washington Post a indiqué que la justice enquêtait notamment sur de possibles violations de la loi de 1917 sur l'espionnage, une action considérée comme difficile en raison du Premier amendement de la Constitution des États-Unis qui protège les droits de la presse,. En particulier, plusieurs affaires abordées par la Supreme Court (p. ex. Bartnicki v. Vopper) ont établi précédemment que la Constitution locale protège la re-publication d'informations initialement obtenues illicitement dans le cas où l'éditeur de publication n'a pas lui-même violé la loi pour l'acquisition de ces informations. Les enquêteurs fédéraux ont également considéré la possibilité de poursuivre Assange pour trafic de propriété gouvernementale volée, mais cette méthode est plus difficile à mettre en œuvre sur du vol de propriété intellectuelle que sur du vol de propriété physique. Dans tous les cas, pour être jugé, Assange devrait être extradé vers les États-Unis, une procédure compliquée qui pourrait être retardée par une extradition préalable en Suède. L'un des avocats d'Assange considère au contraire qu'une extradition en Suède pourrait accélérer l'extradition aux États-Unis.

### Équipe de défense
WikiLeaks fait l'objet de quelques centaines de procédures judiciaires à travers le monde du fait de ses révélations. Près d'une centaine d'avocats ont travaillé pour l'organisation, dont l'équipe de défense est actuellement dirigée par Baltasar Garzón. Parmi les conseils juridiques les plus reconnus ayant accepté de défendre l'organisation, figurent Amal Clooney, Michael Ratner (en) ou encore Gareth Peirce (en).

## Site web: hébergement instable
Les lieux d'hébergement des pages et du nom de domaine de WikiLeaks fluctuent au gré des pressions nationales ou internationales sur les hébergeurs,,.

### États-Unis et Suède
Avant l'affaire du Cablegate en novembre-décembre 2010 (cf. infra), WikiLeaks était hébergé aux États-Unis, sur les serveurs d'Amazon et en Suède. WikiLeaks possède deux serveurs dans un bunker antinucléaire à Stockholm,.
À la suite du Cablegate, Amazon avait décidé d'arrêter l'hébergement de WikiLeaks (sous pression politique, selon WikiLeaks), faisant ainsi acte de censure, puisqu'aucune décision de justice n'a prouvé l'illégalité du site. À la même époque, EveryDNS, le prestataire DNS de WikiLeaks, cessait d'héberger le nom de domaine wikileaks.org.
À partir du 15 décembre 2010, le nom de domaine wikileaks.org est de nouveau actif. Il serait hébergé aux États-Unis, chez Dynadot. Toutefois, l’url wikileaks.org redirige l'utilisateur vers l’extension « .info » du site WikiLeaks, soit : wikileaks.info. Or, la légitimité et la sécurité d'accès de cette adresse sont remises en question par The Spamhaus Project,, nonobstant les dénégations formulées par le site visé. Ainsi, après qu’une page d’avertissement de Spamhouse eut répandu des rumeurs – considérées comme calomnieuses – à l’encontre de wikileaks.info,, le site électivement désigné par les allusions décide d’adresser une répartie – publiquement consultable sur le Web – à l’adresse des principaux intéressés. Malgré une mise à jour de la page concernée, Spamhouse demeure dubitatif, face à la légitimité, la souveraineté – voire la sécurité d'accès pour l'internaute – liées à l'url portant ladite extension « .info », telle que subordonnée à WikiLeaks, soit : wikileaks.info,. La position de Spamhouse est cependant contredite par le diagnostic Google. La conclusion technique est « wikileaks.info ne semble pas avoir servi d'intermédiaire pour l'infection de sites Web » et « wikileaks.info n'a pas hébergé de programmes malveillants au cours des 90 derniers jours ».

### France et Suisse
Le 28 novembre 2010, à la suite de la diffusion des télégrammes issus de la diplomatie américaine, les réactions internationales – hostiles au site – se sont multipliées et renforcées. À dessein de mieux préserver la pérennité du site, l'hébergement des pages est, depuis le 2 décembre 2010, en partie assuré par les responsables de WikiLeaks sur des serveurs loués à la société OVH, sise en France ; l'autre partie demeurant implantée en Suède,. Le 3 décembre 2010, à la suite du Cablegate, Amazon avait décidé d'arrêter l'hébergement de WikiLeaks, sous pression politique selon WikiLeaks, faisant ainsi acte de censure puisqu'aucune décision de justice n'a prouvé l'illégalité du site. Le site utilise désormais le nom de domaine wikileaks.ch,,,.
Tel était (en substance) le message succinct apparaissant, au matin du 3 décembre 2010, sur le nouveau site web de l'organisation, dont l’énoncé, en barre d’adresse url, porte, à ce jour, l'extension .ch, propre au territoire suisse. Lors d’un entretien télévisé, accordé à la RTS, en date du 4 novembre 2010, Julian Assange avait déjà évoqué l'hypothèse vraisemblable de solliciter l’asile politique en Suisse.

### Hébergement miroir international
Le 4 décembre 2010, afin de pallier les failles précédentes, WikiLeaks lance un appel aux volontaires, requérant l'hébergement de sites miroirs. Ainsi, dès le 5 décembre 2010, le site se retrouve rapidement hébergé sur plusieurs dizaines de serveurs, eux-mêmes reliés à diverses déclinaisons de noms de domaines pluriels.
Parmi les milliers de site miroirs apparus dans les semaines suivantes, on peut citer au moins deux quotidiens à audience nationale, Dagsavisen en Norvège et Libération en France, qui ont aussi fait le choix d'abriter un miroir de WikiLeaks sur leurs serveurs. La rédaction de Libération indique, en première page du quotidien, le 11 décembre 2010, vouloir « empêcher l'asphyxie du site WikiLeaks à l'heure où des gouvernements et des entreprises cherchent à bloquer son fonctionnement sans même une décision de justice ».

### Notoriété et essaimage
En phase de test, avant son développement grand public en 2007, le site était surtout actif dans sa version native anglophone ; à terme, il devrait comporter des versions en douze langues (dont le français). En novembre 2007, WikiLeaks annonçait avoir déjà reçu 1,2 million de documents.
Depuis décembre 2010, de nombreux sites miroir ont été ouverts, afin d'échapper aux cyberattaques menées contre WikiLeaks ; en outre, divers sites d'essaimage voient le jour ; lesdits sites publient, au fil de l'eau : les conséquences des affaires dévoilées via WikiLeaks, les actions menées contre WikiLeaks et les réactions de WikiLeaks.
Le principe même de WikiLeaks a fait école :
- OpenLeaks, créé par des dissidents de l'équipe WikiLeaks, notamment l'ancien porte-parole Daniel Domscheit-Berg, qui reprochent à Julian Assange son « manque de transparence » et son « autoritarisme »[118],[119],[120], a vu le jour le 26 janvier 2011 et devrait être opérationnel mi-2011[121] ;
- En France :
  - Un premier WikiLeaks territorial, wikileaks13, sous-titré « Le site de l'indignation citoyenne », destiné à dénoncer les pratiques irrégulières dans la région marseillaise, a fait son apparition sur la toile le 1er janvier 2011[122] ;
  - Mediapart a ouvert le 10 mars 2011[123] son FrenchLeaks[124] ;
- Al Jazeera a lancé en janvier 2011 Al Jazeera Transparency Unit (AJTU)[125] ;
- Le New York Times réfléchit à un dispositif permettant d'attirer les informations transmises par les lanceurs d'alerte ;
- QuébecLeaks lancé le 9 mars 2011, s'est donné pour objectif d'« atteindre une transparence complète de la part du gouvernement du Québec »[126],[127] ;
- Le Wall Street Journal a lancé, le 6 mai 2011, sa Safe House[128] (Coffre-fort).

WikiLeaks est un phénomène récent de société qui intéresse vivement l'ensemble des médias y compris le cinéma.

## Réactions
Les différentes divulgations – essaimées par le site WikiLeaks – ont entraîné un certain nombre de réactions (majoritairement hostiles), émanant des États, organismes ou personnes concernées qui, pour justifier ou légitimer leurs positions, mettent généralement en exergue les notions éthiques de manipulation et/ou de mise en danger des personnes électivement citées ou impliquées dans le processus en cours.
À l'opposé, des associations de défense de la presse, de la liberté d'expression, de la transparence, ont généralement pris la défense de WikiLeaks, face à ce qu'ils considèrent comme relevant d’un acte délibéré de censure. Le site et son porte-parole ont également bénéficié de l'effet Streisand. La défense de WikiLeaks prend également une forme musicale et humoristique.
En décembre 2010, l'ancien agent du FBI Coleen Rowley a affirmé que « si le site avait existé en 2001, le 11 septembre aurait sans doute été évité ».
Plusieurs pays et organismes ont intenté ou envisagent des poursuites judiciaires. Ces poursuites font suite aux premières réactions internationales d'opposition à WikiLeaks (cf. supra). Selon les lois en vigueur dans les différents pays, ces poursuites sont dirigées, alternativement, vers le site lui-même (voire sa rédaction) et, plus électivement, à l'adresse individualisée de son porte-parole : Julian Assange.
En juillet 2016, à la suite de la publication de courriers électroniques de hauts responsables du parti démocrate sur le site WikiLeaks, l’administration Obama évoque la possibilité que la Russie essaye d'orienter les élections à la présidentielle des États-Unis en faveur de Donald Trump.

### Liste d’événements en réactions à l’activité de WikiLeaks
| Date              | Évènements |
| ----------------- | --- |
| 9 avril 2009      | - DENIC, responsable de l'attribution des domaines Internet allemands, a décidé de retirer WikiLeaks.de des listes d'adresses Internet officiellement reconnues. Cette décision aurait été prise à la suite de la publication par le site d'une liste secrète de censure australienne, mais Heise online (de) a déterminé que le propriétaire du domaine, Theodor Reppe, avait omis de verser la cotisation annuelle, incitant DENIC à reprendre possession du domaine. |
| 23 janvier 2010   | - Seconde suspension du compte Paypal de WikiLeaks depuis que le site existe. Peu après, le compte est réactivé. |
| 15 mars 2010      | - Un document classé (SECRET/NOFORN) de 32 pages est publié sur WikiLeaks, montrant que l'armée américaine chercherait à détruire WikiLeaks. Le document rapporte ainsi que celle-ci concocte un plan pour marginaliser l'organisation. Puisque WikiLeaks utilise « la confiance en tant que centre de gravité en protégeant l'anonymat et l'identité des personnes internes responsables de fuites et autres lanceurs d'alerte », le rapport recommande « l'identification, la révélation publique, le renvoi, la poursuite judiciaire et criminelle contre les personnes, actuelles ou passées, qui ont révélé au public des informations internes comme moyen d'affaiblir ou de détruire ce centre de gravité et de dissuader d'autres personnes envisageant les mêmes actions d'utiliser le site WikiLeaks.org ». Deux ans après la date du rapport, aucune source n'a été exposée. Il semble que le plan a échoué. La justification de ce plan, inscrite dans le rapport dit : « Plusieurs pays étrangers, entre autres la Chine, la Corée du Nord, la Russie, le Vietnam et le Zimbabwe, ont dénoncé et bloqué l'accès au site WikiLeaks.org ». Le rapport apporte d'autres justifications en énumérant quelques fuites embarrassantes délivrées par WikiLeaks : « Les dépenses d'équipement des États-Unis en Irak, des violations probables commises par les USA du traité de la convention internationale de la guerre chimique en Irak, la bataille concernant la ville irakienne de Fallujah, et des violations des droits de l'homme à Guantanamo Bay ». Pour l'heure aucune source ne vient confirmer l'authenticité de ce rapport. |
| 6 juin 2010       | - On apprend par le site spécialisé Wired News qu'un analyste militaire américain, du nom de Bradley Manning, jusqu’alors stationné dans l’est de l’Irak, est arrêté par les services de sécurité américains. Il est soupçonné d'avoir livré au site WikiLeaks plusieurs scoops, dont la fameuse vidéo d'une bavure américaine en Irak (supra). L'arrestation est confirmée le 7 juin 2010 par les services de sécurité américains. En fait, Manning aurait été aux arrêts depuis une quinzaine de jours – avant la révélation de l'arrestation – et interrogé au Koweït. Le hacker Adrian Lamo a décidé de dénoncer Bradley Manning au FBI, quand celui-ci lui a confié avoir fait parvenir à WikiLeaks 260 000 pages de documents confidentiels incriminants, provenant des ambassades américaines à travers le monde. |
| 26 juillet 2010   | - Le gouvernement des États-Unis condamne la publication de documents secrets sur la guerre en Afghanistan (supra), affirmant que cela menace la sécurité de soldats américains engagés en Afghanistan. À cet effet, une enquête est lancée par le Pentagone, dès le jour suivant, afin de retrouver l'origine des informations. Le 5 août 2010, le Pentagone exige que WikiLeaks lui remette immédiatement la totalité des 15 000 documents classés « secret défense » qui n'ont pas encore été divulgués et que ceux qui ont déjà été mis en ligne soient détruits. Robert Gates, secrétaire américain à la Défense, conteste vivement l'initiative de WikiLeaks, jugeant le site « moralement », sinon légalement coupable. Le principal responsable de WikiLeaks, Julian Assange, aurait cependant été averti par les autorités américaines qu'il s'expose à des poursuites pour espionnage. Le 9 août des ONG appellent WikiLeaks à retirer de ses publications les noms d'Afghans aidant les forces américaines. Quelques rares critiques évoquent une manipulation. |
| 24 août 2010      | - Le procureur général de Liège (Belgique) et le père d'une victime de Marc Dutroux ont critiqué la publication, par le site WikiLeaks, d'éléments confidentiels du dossier judiciaire du pédophile belge, intervenue pourtant plus de 16 mois auparavant (supra), au mépris du secret de l'instruction. Selon le procureur : « ce sont des infos vraies, fausses, très disparates, qui mettent en cause une série de gens qui n'ont parfois rien à se reprocher, qui ont simplement été cités dans une enquête, qui se voient ainsi exposés, peut-être au mépris public, sur internet ». - Dans le même temps, le fondateur du site, Julian Assange, devait faire face à une opportune accusation de viol par la justice suédoise, laquelle a retiré ses charges le jour même, tout en indiquant poursuivre son enquête. |
| 20 octobre 2010   | - Le département américain de la Défense, s'adressant à l'agence Reuters, a appelé les médias à ne pas diffuser les documents confidentiels « volés », liés à la guerre en Irak, que s'apprêtait à publier le site WikiLeaks. |
| 26 octobre 2010   | - Publication faite (supra), le Haut-Commissariat des Nations unies aux droits de l'homme (HCDH) fait part de l'inquiétude de Navi Pillay, son Haut Commissaire, concernant les informations révélées par WikiLeaks. Selon elle, les autorités américaines et irakiennes doivent prendre les mesures nécessaires pour enquêter sur toutes les allégations formulées dans ces rapports et traduire en justice les responsables. Ces réactions interviennent au moment où les autorités suédoises rejettent, le 18 octobre 2010, une demande de permis de travail et de résidence pour Julian Assange, qui a choisi la Suède pour bénéficier de la législation sur la protection des sources des journalistes très stricte dans ce pays. |
| 28 novembre 2010  | - À la suite de la publication de documents de la diplomatie américaine, WikiLeaks déclare, sur Twitter, faire l'objet d'une attaque par déni de service, et le site devient inaccessible dans la soirée. - Le système de boîte aux lettres, destiné à recevoir les fuites bénévoles, est provisoirement suspendu, en vue d'en renforcer encore la sécurisation de l'anonymat pour les sources. - Dans le même temps, de nombreuses capitales nationales s'émeuvent de cette publication. - L'OTAN fustige « l'irresponsabilité » de WikiLeaks. - La Maison-Blanche traite les responsables de WikiLeaks de « criminels » et Hillary Clinton déclare que cet acte constitue « une attaque contre la communauté internationale ». - Un véritable débat s'instaure sur les limites de la transparence en démocratie et sur la fin du secret d'État,. |
| 1er décembre 2010 | - Tableau Software (service qui fournit un logiciel de graphiques, utilisé pour trier les câbles diplomatiques) supprime les graphiques de WikiLeaks sur pression du sénateur américain Joe Lieberman. - Amazon, hébergeur web de WikiLeaks décide d'arrêter l'hébergement du site qui « ne possède pas les droits pour publier ces documents confidentiels ». |
| 3 décembre 2010   | - EveryDNS arrête son service de DNS (système qui faisait le lien entre le nom de domaine wikileaks.org et l'hébergeur) pour WikiLeaks, entraînant une indisponibilité du domaine wikileaks.org. Officiellement, EveryDNS a arrêté ses services car « aucun utilisateur [du service] ne doit empêcher les autres d'en profiter ». D'après le fournisseur, le domaine wikileaks.org a été victime d'attaque par déni de service, entraînant un ralentissement du service pour tous les autres sites. - WikiLeaks bascule sur le nom de domaine wikileaks.ch et héberge une sauvegarde de ses télégrammes diplomatiques chez OVH, un hébergeur français. - Éric Besson annonce dans une lettre au CGIET qu'il souhaite que « ce site Internet ne soit plus hébergé en France et que tous les opérateurs ayant participé à son hébergement puissent être dans un premier temps sensibilisés aux conséquences de leurs actes, et dans un deuxième temps placés devant leurs responsabilités ». |
| 4 décembre 2010   | - Le compte Paypal de WikiLeaks est une troisième fois suspendu,. - Reporters sans frontières dénonce une « censure à l'échelle internationale ». |
| 5 décembre 2010   | - Donald S. Beyer – ambassadeur des États-Unis, à Berne – met en garde le gouvernement suisse contre les possibles conséquences qui pourraient découler d'un octroi d'asile politique, en Suisse, au bénéfice de Julian Assange,. - Le même jour, le porte-parole de l'établissement financier suisse dans lequel Julian Assange aurait domicilié un compte pour la collecte de fonds en décembre 2010, fait part de la nécessité de procéder à des investigations complémentaires, visant à vérifier l’authenticité de l'adresse légale (suisse) communiquée par le souscripteur, en raison des doutes qui entoureraient sa légitimité, voire sa réelle existence factuelle. |
| 6 décembre 2010   | - L'établissement financier suisse décide de clore le compte de Julian Assange, pour cause de renseignements erronés,, donnant aussitôt lieu à diverses attaques informatiques exogènes (par déni de service) perpétrées contre le site de la banque. - Mastercard annonce qu'il fera son possible pour empêcher WikiLeaks de recevoir des dons. - PostFinance (organisme financier de la poste suisse) ferme le compte de Julian Assange destiné à recevoir des dons de soutien, en l'accusant d'avoir fourni « de fausses informations sur son lieu de résidence ». |
| 7 décembre 2010   | - Visa International « a engagé des actions afin de suspendre les dons pour Wikileaks en attendant une enquête plus approfondie » ; « Visa Europe a décidé de suspendre l'autorisation de paiements vers le site WikiLeaks dans l'attente d'éléments supplémentaires sur la nature de ses activités, et en attendant de savoir s'il contrevient aux règles de fonctionnement de Visa ». Le même jour, MasterCard Worldwide avait déjà bloqué les virements adressés au site, jugeant ses activités « illégales »,. |
| 8 décembre 2010   | - En réaction à ce qui précède, la société islandaise DataCell – permettant à WikiLeaks de recevoir des dons – a indiqué qu'elle portait plainte contre le groupe de paiements par cartes bancaires Visa pour avoir bloqué ses versements au site. |
| 9 décembre 2010   | - Un document – provenant de l'ambassade américaine, à Moscou – révèle une importante opération de lobbying, émanant des autorités américaines en Russie, visant à protéger les intérêts de Visa et Mastercard,. - En Suisse, PostFinance (organisme financier affilié à la poste suisse), ainsi que maints autres sites bancaires ou d'octroi de crédit (à l'étranger) – ayant maille à partir avec WikiLeaks – sont toujours[Quand ?] la cible d'attaques informatiques (hacking), de type DDoS,. - En Australie, des sympathisants de Julian Assange et des objectifs de WikiLeaks, manifestent, notamment à Brisbane. Après une bataille juridique de plusieurs années, par le Freedom of Information Act, la journaliste Stefania Maurizi obtient au début des années 2020, des documents montrant comment l'ambassade des États-Unis a observé ces manifestations par crainte d'une montée de l'antiaméricanisme en Australie. |
| 10 décembre 2010  | - Le 10 décembre, le regroupement informel d'hacktivistes, sous le mème Anonymous, publie un communiqué public, visant essentiellement à apporter un éclairage complémentaire, quant à l’exercice de son activité sporadique ; son contenu s’adresse, en premier lieu, aux différentes instances concernées : Visa, MasterCard, PayPal, Amazon [...]. Ledit regroupement tente de préciser la nature réelle – et non subodorée – de son activité, tout en décrivant plus exhaustivement la tonalité majeure affiliée à ses intentions laminaires, en sus de la finalité qu'il cherche à promouvoir ; il se veut ainsi plus conciliant, voire pédagogue ; il incite les internautes à diffuser par eux-mêmes les quelque 250 000 mémos diplomatiques obtenus par l'entremise de WikiLeaks,. |
| 12 décembre 2010  | - La fermeture du compte suisse de Julian Assange – annoncée « à grand bruit » par Postfinance – suscite des remous croissants. Il se pourrait ainsi que, selon le droit suisse, lui-même subordonné au secret bancaire, Postfinance ait, en quelque sorte, violé le « secret postal ». Selon plusieurs médias dominicaux, un dossier pénal pourrait être constitué. Par extension, Jürg Bucher (responsable de l'établissement financier concerné) risque de devoir être amené à justifier ses décisions auprès du Ministère public de la Confédération. - Dans son émission Mise au point du 12 décembre 2010, la radio télévision suisse tente de décortiquer le phénomène WikiLeaks, voire d'en brosser le portrait anamnestique : historique, réseaux, implications mondiales, conséquences implicites, etc. |
| 13 décembre 2010  | - WikiLeaks publie des télégrammes diplomatiques américains, dont la teneur tendrait à définir le rôle d'intermédiaire qu'aurait joué la Suisse dans son rôle supposé de pays médiateur entre les États-Unis et l'Iran : d’une part, face au différend qui tend à opposer Téhéran à Washington et, d’autre part, dans un dossier nucléaire générateur de préoccupations plurielles croissantes. Depuis 2006, la Suisse paraît effectivement pratiquer une politique active. Cependant, nonobstant la bonne volonté dont il est dit que ce pays fait preuve dans ses tentatives réitérées de résolutions à l'amiable, il semblerait quand même ressortir – du moins, à la lecture des câbles diplomatiques en question – que ses velléités diplomatiques n’ont pas toujours été aussi heureusement perçues ; en effet, il semblerait même apparoir que son action aurait été parfois sporadiquement considérée (du moins, aux yeux des États-Unis) comme « embarrassante ». |
| 15 décembre 2010  | - L'US Air Force a bloqué l'accès de ses postes informatiques à des sites d'information reprenant les publications de WikiLeaks,. - Spamhouse a blacklisté le nom de domaine wikileaks.info pendant quelques heures, avant d'annuler cette sanction, à la suite notamment des protestations des responsables du site WikiLeaks. Par ailleurs, le diagnostic Google n'a pas identifié le site wikileaks.info comme suspect. |
| 17 décembre 2010  | - La police australienne renonce à enquêter sur WikiLeaks, au moins tant que de nouvelles révélations ne seront pas publiées. - Bank of America met fin à ses versements à destination de WikiLeaks, imitant ainsi les réactions précédemment mises en œuvre par les organismes bancaires MasterCard, PayPal, Visa Europe, etc,. |
| 21 décembre 2010  | - Apple retire de sa boutique en ligne App Store une application pour l'iPhone et l'iPad, introduite quelques jours auparavant, créée par le développeur russe Igor Barinov, permettant de se connecter au site web ainsi qu'au compte Twitter de WikiLeaks et d'accéder notamment aux télégrammes diplomatiques. - Reporters sans frontières héberge, à l'adresse http://wikileaks.rsf.org, un site miroir de WikiLeaks et en particulier les télégrammes diplomatiques issus du Cablegate. |
| 22 décembre 2010  | - The Washington Post révèle que la CIA vient de mettre sur pied une cellule spécialisée, surnommée « WikiLeaks Task Force » (WTF), sigle humoristique rappelant l'expression triviale anglo-saxonne « What the fuck? » signifiant « C'est quoi ce bordel ? ». |
| 19 janvier 2011   | - Rudolf Elmer qui a remis à plusieurs reprises à WikiLeaks des données sur des personnes qu’il soupçonnait de fraude fiscale, a été condamné le 19 janvier par un tribunal zurichois à une amende avec sursis pour violation du secret bancaire. L'intéressé, un ancien banquier, a fourni des informations à WikiLeaks à deux reprises, en 2007 et le 17 janvier 2011, (cf. supra). |
| 2 septembre 2011  | - WikiLeaks décide de publier l’intégralité des câbles américains sur son site web, plaçant ainsi l’association et son porte-parole en position de porte-à-faux et de conflit vis-à-vis de la plupart des médias avec lesquels une collaboration interactive s’était pourtant initialement engagée. |
| 24 avril 2013     | - La condamnation de la société Valitor est confirmée par la Cour suprême d'Islande, avec astreinte à une amende périodique si le service n’est pas restauré dans les quinze jours. Valitor, en tant que filiale locale du groupe de carte bancaire Visa International, avait cessé d’assurer les transactions financières de WikiLeaks en décembre 2010. |
| 4 octobre 2016    | WikiLeaks fête ses 10 ans. Retranché à Londres dans l’ambassade de l’équateur, le fondateur Julian Assange fait une sortie sur la place publique devant des centaines de journalistes afin de s’expliquer et répondre aux nombreuses questions et allégations dirigés vers lui. Il s’expose volontairement aux médias de masse agissant comme un quatrième pouvoir. Après 10 ans, le fondateur initial de WikiLeaks défend toujours ses convictions de la même manière, malgré les accusations qui sont portées contre lui et l’organisation. Se définissant comme un média indépendant, après dix ans d’existence, l’une des critiques qui revient le plus souvent est celle que l’organisation de WikiLeaks n’est pas différente des autres en étant aussi dépendante du gouvernement que n’importe quelle autre organisation médiatique. |
| 23 mai 2019       | Les États-Unis accusent Julian Assange d’espionnage en raison de révélations de documents confidentiels des États-Unis en 2010. Le fondateur de WikiLeaks fait donc face à 17 chefs d’accusations, créant une énorme controverse dans le milieu journalistique en raison du non-respect du premier amendement américain quant à la liberté de presse |

### États-Unis
Au début de l'année 2008, la banque suisse Julius Bär a intenté une action en justice contre wikileaks.org, qui publiait des documents portant sur une affaire de blanchiment aux îles Caïmans l'impliquant. Devant une cour de justice de Californie, la banque a obtenu en février 2008 que la société californienne Dynadot efface l'adresse wikileaks.org de ses registres DNS. Techniquement, ceux-ci font le lien entre le nom de domaine wikileaks.org et l'adresse IP du serveur qui héberge le site. Le contenu du site n'avait donc pas été effacé et restait (et reste) accessible via cette adresse. Le 1er mars 2008, le juge fédéral White est revenu sur sa décision et a autorisé non seulement l'opérateur à réactiver l'adresse, mais aussi WikiLeaks à maintenir disponibles les documents publiés sur la banque Julius Bär.
Le 14 décembre 2010, la juge Theresa Buchanan de la cour de justice de Virginie, agissant pour le gouvernement Obama, a enjoint à Twitter de lui fournir des renseignements sur Julian Assange et trois autres personnes réputées proches de WikiLeaks : Birgitta Jónsdóttir, parlementaire islandaise, Jacob Appelbaum, chercheur américain en informatique et Rop Gonggrijp, collaborateur hollandais de WikiLeaks,,.

### France
Le 3 décembre 2010, alors que WikiLeaks (qui était hébergé jusqu'au 1er décembre par Amazon à Seattle) a transféré une partie de son site chez OVH (hébergeur à Roubaix), le ministre chargé de l'Économie numérique Éric Besson veut requérir l’interdiction d’héberger le site de WikiLeaks en France, arguant — entre autres motifs pluriels — de la violation du « secret des relations diplomatiques » et de la mise en danger « des personnes protégées par le secret diplomatique »,,. Face à cette demande, OVH — firme qui, en France, loue des serveurs dédiés à l'hébergement (partiel) de WikiLeaks — a saisi la justice, afin qu’elle se prononce plus clairement sur la légalité de ce site, quant à son implantation sur le territoire français.
Le 6 décembre 2010, la justice française, se basant sur la loi du 21 juin 2004 relative à la confiance dans l'économie numérique (LCEN), estime qu'une décision en référé ne peut être prise et qu'un débat contradictoire sur le fond de l'affaire est nécessaire. Ce rejet autorise implicitement l'hébergement de WikiLeaks en France, mais il ne s'agit que d'une victoire temporaire pour l'association : cette situation ne tiendra qu'en l'absence d'une action en justice de la part d'une personne ayant un intérêt à agir. Le 21 décembre 2010, Éric Besson indique que la décision d'interdire l'hébergement de WikiLeaks en France revient au Premier ministre François Fillon, sur la base du rapport, encore confidentiel, rédigé par le CGIET.
En juillet 2015, l'organisation révèle que l'élite politique et économique française a fait l'objet d'un dense espionnage de la part des États-Unis.

### Royaume-Uni
Julien Assange, présent sur le sol britannique, faisant l'objet d'un mandat d'arrêt international lancé par la Suède (infra), l'un de ses avocats déclare le 6 décembre 2010 que son mandant et lui-même se préparent à organiser une rencontre avec la police britannique,. Dans cette rencontre prévue le lendemain, Julian Assange pouvait éventuellement négocier sa liberté provisoire, contre le versement préalable d'une caution, dont le montant se serait situé entre 100 000 £ à 200 000 £.
Le 7 décembre 2010, Julian Assange se présente à la police britannique comme annoncé la veille ; il est gardé en détention, après que le juge Howard Riddle de la Cour de justice de Westminster eut rejeté sa demande de mise en liberté sous caution ; Assange doit rester en détention au moins jusqu'au 14 décembre 2010. À Londres, le groupe baptisé « Justice pour Assange » a appelé à manifester devant le tribunal de Westminster. 14 décembre 2010 : après l'avoir placé en détention provisoire depuis le 7 décembre 2010 (à dessein allégué – entre autres motifs invoqués – d'assurer sa sécurité, face aux menaces dont il ferait l’objet), le juge Howard Riddle (du tribunal de Westminster) consent, finalement, à la libération anticipée de Julian Assange, sous condition subordonnée au versement d'une caution préalable,.
Le Parquet britannique, fait immédiatement appel de cette décision ; conséquence : Julian Assange reste potentiellement libérable, néanmoins, il doit demeurer en détention provisoire, jusqu'à ce que la Haute Cour de justice ait statué,. 16 décembre 2010 : la Haute Cour de Londres valide la demande de liberté conditionnelle de Julian Assange,. Assange reste en liberté surveillée, avec bracelet électronique, dans l'Est de l'Angleterre, en attendant un procès dont la date doit être annoncée vers le 11 janvier 2011 et par lequel il risque l'extradition vers la Suède.
Le 11 janvier 2011, après une courte audience de procédure, la date du 7 février 2011 a été fixée pour l'audience plénière de deux jours qui doit statuer sur l'extradition d'Assange vers la Suède ; la liberté surveillée se poursuit au manoir de Ellingham Hall chez Vaughan Smith, avec pointage quotidien au poste de police de Beccles. 7 février 2011 : la justice britannique commence à examiner la demande d'extradition de Julian Assange, formulée par la Suède, dans le cadre d'une enquête le visant, concernant une alléguée « agression sexuelle ». Cette audience a été prolongée jusqu'au 11 février, puis reportée au 24 février 2011. 24 février 2011 : le juge anglais Howard Riddle du tribunal londonien de Belmarsh, statuant sur la forme de la procédure, a prononcé la possible extradition de Julian Assange vers la Suède d'ici dix jours. Assange a indiqué qu'il ferait appel de ce jugement ; il dispose de sept jours pour interjeter officiellement appel devant la Haute cour de Londres,,,. L'appel est rejeté, ainsi que celui deux ans plus tard devant la Cour Suprême du Royaume-Uni. Julian Assange se réfugie alors à l'ambassade d'Équateur à Londres. En février 2016, le Groupe de travail sur la détention arbitraire de l'ONU conclut cependant que Julian Assange est victime d’une détention arbitraire et doit retrouver sa liberté de mouvement.

### Suède
Depuis le 30 novembre 2010, un mandat d'arrêt international a été émis spécifiquement à l'encontre de Julian Assange, par l'entremise d'Interpol,,, à la suite de plaintes pour délit de « sexe par surprise », improprement repris par des médias sous le vocable de viol. Bien qu'aucun lien officiel avec les publications de WikiLeaks n'ait été établi, les déplacements internationaux et les autres activités de son porte-parole s'en retrouvent compliqués. La sévérité de la justice suédoise et le zèle des autorités britanniques paraissent suspects aux yeux même de féministes. Des fuites de documents sur Internet concernant cette affaire ont été constatées par l'AFP le 4 février 2011. Julien Assange n'a jamais été mis en examen et les accusations d'agression sexuelle sont prescrites en août 2015 mais à la demande de la justice suédoise qui n'a pas levé le mandat d'arrêt le visant, les autorités britanniques maintiennent une position invariablement réaffirmée depuis 2012 de vouloir arrêter Julien Assange en vue de son extradition dès qu'il posera le pied dehors,. Ce dernier reste enfermé dans l'ambassade d'Équateur, disant craindre en fait une extradition déguisée vers les États-Unis où il est inculpé pour la divulgation de documents menaçant leur sécurité,.

### Suisse
19 décembre 2010 : le Parti pirate suisse dépose une plainte pénale – auprès du Ministère public de la Confédération – contre PostFinance (organisme financier de La Poste), invoquant une violation du secret postal ayant présidé à la fermeture ostentatoirement publique du compte que Julian Assange avait ouvert dans cet établissement.

### Étude
- « The spatial bonds of WikiLeaks », Rodrigo Firmino, Lucas Melgaço, Dariusz Kloza, 2018[233].

### Livres
- Olivier Tesquet, La véritable histoire de WikiLeaks, OWNI, 2011
- Daniel Domscheit-Berg, Inside WikiLeaks, Grasset, 2011
- (en) Nozomi Hayase, WikiLeaks, the Global Fourth Estate, CreateSpace Independent Publishing Platform, 2018

### Filmographie

#### Documentaire
- The War You Don't See (en), documentaire britannique de 2010 écrit, produit et réalisé par John Pilger avec Alan Lowery, qui met en cause les médias pour le rôle qu'ils ont joué dans les conflits en Irak, en Afghanistan et en Israël / Palestine. Il a été diffusé au Royaume-Uni et en Australie[234].
- WikiLeaks : enquête sur un contre-pouvoir, documentaire réalisé en 2010 par Luc Hermann et Paul Moreira. Coproduction LCP / Premières Lignes. 52 min.
- We Steal Secrets: The Story of WikiLeaks, documentaire d'Alex Gibney (réal.), 2014.
- Risk, documentaire réalisé par Laura Poitras, sorti en 2016[235].

#### Fiction
- Le Cinquième Pouvoir (The Fifth Estate), réalisé par Bill Condon et sorti en 2013 : film sur la fondation de WikiLeaks, la personnalité et les méthodes de Julian Assange, son amitié et son conflit avec Daniel Domscheit-Berg, dont le livre autobiographique a inspiré en partie le film. Julian Assange dénonce son caractère mensonger[236].

## Organisations similaires
Il existe des alternatives à WikiLeaks, moins médiatiques, comme Secrecy News et Cryptome.
DDoSecrets (en) (Distributed Denial of Secrets).